# Wilmer Flores
Wilmer Alejandro Flores Garcia (Valencia, 6 agosto 1991) è un giocatore di baseball venezuelano, che gioca in ruoli da Interno per i San Francisco Giants nella Major League Baseball.

## Minor League (MiLB)
Flores firmò come free agent amatoriale nel 2008 con i New York Mets. Iniziò nello stesso anno giocando con 3 squadre differenti, terminando con 0,307 alla battuta, 0,347 in base, 8 fuoricampo, 42 RBI, 2 basi rubate e 40 punti in 68 partite (280 AB). L'anno seguente giocò a livello A con i Savannah Sand Gnats della South Atlantic League "SAL" chiudendo con 0,264 alla battuta, 0,305 in base, 3 fuoricampo, 36 RBI, 3 basi rubate e 44 punti in 125 partite (448 AB).
Nel 2010 giocò con 2 squadre finendo con .289 alla battuta, .333 in base, 11 fuoricampo, 84 RBI, 4 basi rubate e 62 punti in 133 partite (554 AB). Nel 2011 finì con 0,269 alla battuta, 0,309 in base, 9 fuoricampo, 81 RBI, 2 basi rubate e 52 punti in 133 partite (516 AB).
Il 18 novembre 2011 venne inserito nel roster dei Mets, per essere protetto dal Rule 5 Draft. Nella MiLB giocò con 2 squadre terminando la stagione 2012 con 0,300 alla battuta, 0,349 in base, 18 fuoricampo, 75 RBI, 3 basi rubate, 68 punti in 130 partite (493 AB). Il 4 ottobre 2012 venne inserito nuovamente nel roster dei Mets, per essere protetto dal Rule 5 Draft. Giocò in AAA con i Las Vegas 51s della Pacific Coast League "PCL" finendo con 0,321 alla battuta, 0,357 in base, 15 fuoricampo, 86 RBI, una base rubata e 69 punti in 107 partite (424 AB).
Nel 2014 sempre con i 51s finì con 0,323 alla battuta, 0,367 in base, 13 fuoricampo, 57 RBI, nessuna base rubata e 43 punti in 55 partite (220 AB). Nel 2016 giocò in AA con i Binghamton Mets della Eastern League "EAS" finendo con .235 alla battuta, 0,263 in base, nessun fuoricampo, 1 RBI, nessuna base rubata e 1 punto in 5 partite (17 AB).

## Major League (MLB)

### New York Mets
Venne promosso in 1ª squadra lo stesso giorno del debutto in MLB, avvenuto il 6 agosto 2013 al Citi Field di New York, contro i Colorado Rockies. Il giorno seguente realizzò la sua prima valida, il suo primo RBI e il suo primo punto in carriera. L'11 dello stesso mese nella partita contro gli Arizona Diamondbacks realizzò il suo primo fuoricampo in carriera. Chiuse la sua prima stagione da professionista con 0,211 alla battuta, 0,248 in base, un fuoricampo, 13 RBI, nessuna base rubata e 8 punti in 27 partite (95 AB).
Il 6 aprile 2014 venne opzionato ai 51s nella MiLB, dopo 3 soli giorni venne richiamato, il 26 giugno venne nuovamente opzionato ai 51s, per poi esser richiamato il 24 luglio. Finì la stagione con 0,251 alla battuta, 0,286 in base, 6 fuoricampo, 29 RBI, una base rubata e 28 punti in 78 partite (259 AB). Nel 2015 finì con 0,263 alla battuta, 0,295 in base, 16 fuoricampo, 59 RBI, nessuna base rubata e 55 punti in 137 partite (483 AB).
L'11 maggio 2016 venne inserito nella lista della infortuni (15 giorni) per uno stiramento al muscolo ischiocrurale della gamba sinistra. Il 24 dello stesso mese iniziò la riabilitazione nei Binghamton Mets nella MiLB, il 29 ritornò a giocare in MLB. Finì con 0,267 alla battuta, 0,319 in base, 16 fuoricampo, 49 RBI, una base rubata e 38 punti in 103 partite (307 AB), battendo con una distanza media in lunghezza di 225,26 ft (68,66 m) e 40,92 ft (12,47 m) in altezza. Il 7 ottobre venne sottoposto a un'operazione per rimuovere l'osso uncinato dal polso della mano destra. Il 4 febbraio firmò il suo primo arbitrato annuale per un totale di 2,2 milioni di dollari .
Il 21 aprile 2017 è stato inserito nella lista degli infortunati (dei 10 giorni) per un'infezione al ginocchio destro. Il 29 ha iniziato la riabilitazione nei St. Lucie Mets, mentre il 2 maggio è stato assegnato ai 51s. Dopo due giorni è ritornato in 1ª squadra. Divenne free agent a stagione 2018 ultimata.

### Arizona Diamondbacks
Il 21 gennaio 2019, Flores firmò con gli Arizona Diamondbacks, con cui giocò fino al termine della stagione quando tornò free agent.

### San Francisco Giants
Il 12 febbraio 2020, Flores firmò un contratto biennale dal valore complessivo di 6 milioni di dollari, inclusa un'opzione per il terzo anno, con i San Francisco Giants.

## Palmarès
- (2) Futures Game Selection (2009, 2012)
- (3) MiLB.Com Organization All-Star (2010, 2012, 2013)
- (1) Topps AAA All-Star (2013)
- (1) Baseball America Rookie All-Star (2008)
- (1) Mid-Season All-Star della Pacific Coast League "PCL" (2013)
- (1) Giocatore della settimana della PCL (7 luglio 2014)
- (1) Mid-Season All-Star della Florida State League "FSL" (2012)
- (1) Mid-Season All-Star della South Atlantic League "SAL" (2010)
- (1) Giocatore della settimana della Appalachian League "APP" (30 giugno 2008)
- (1) Post-Season All-Star della APP (2008).